# Edoardo Mulargia
Edoardo Mulargia (Torpè, 10 dicembre 1925 – Roma, 7 settembre 2005) è stato un regista, direttore della fotografia e produttore cinematografico italiano.

## Biografia
Prolifico realizzatore di spaghetti western, ha diretto i suoi film utilizzando vari pseudonimi: Tony Moore, Edward G. Muller. La sua prima regia risale al 1962, quando realizza il film Le due leggi con Walter Brandi ed Emma Baron.

## Filmografia

### Regista
- Le due leggi (1962)
- Perché uccidi ancora (1965)
- Vayas con dios, Gringo (1966)
- El hombre de Caracas (1967) (non accreditato)
- Cjamango (1967)
- Non aspettare Django, spara (1967)
- Prega Dio... e scavati la fossa! (1968)
- Lesbo (1969)
- La taglia è tua... l'uomo l'ammazzo io! (1969)
- Un amore oggi (1970)
- Shango, la pistola infallibile (1970)
- Rimase uno solo e fu la morte per tutti (1971)
- W Django! (1971)
- Al tropico del cancro (1972)
- La figliastra (Storia di corna e di passioni) (1976)
- Femmine infernali (1980)
- Orinoco - Prigioniere del sesso (1980)

### Sceneggiatore
- La grande vallata, regia di Angelo Dorigo (1961)
- Gli invincibili fratelli Maciste, regia di Roberto Mauri (1964)
- Il sole tornerà, regia di Ferdinando Merighi (1957)

### Direttore della fotografia
- La taglia è tua... l'uomo l'ammazzo io!, regia di Edward G.Muller (1969)